# Il clown (Franzoi)
Il clown è un dipinto di Sergio Franzoi eseguito nel 1961. Appartiene oggi alla collezione della Fondazione dei Musei Civici di Venezia sita nel palazzo di Ca' Pesaro nella Galleria Internazionale D'arte Moderna.

## Descrizione
L'opera rappresenta una figura centrale in primo piano scontornata con spesse pennellate nere e completata con schizzi colorati sui toni del rosso, giallo, blu e azzurro. Il dipinto realista risulta evidentemente influenzato dall'espressionismo nordico con figure dai toni scarni.